# 勒贝克 (加来海峡省)
勒贝克（法語：Rebecques，法語發音：[ʁəbɛk]）是法国上法蘭西大區加来海峡省的一个市镇，属于圣奥梅尔区。2016年，勒贝克与市镇克拉尔克合并为新市镇圣奥古斯坦。

## 地理
勒贝克（50°38'43"N, 2°18'23"E）面积4.84 平方千米，位于法国上法蘭西大區加来海峡省，该省份为法国北部沿海省份，西北濒北海，南至索姆省，东临北部省。
与勒贝克接壤的市镇（或旧市镇、城区）包括：罗克图瓦尔、马梅。
勒贝克的时区为UTC+01:00、UTC+02:00（夏令时）。

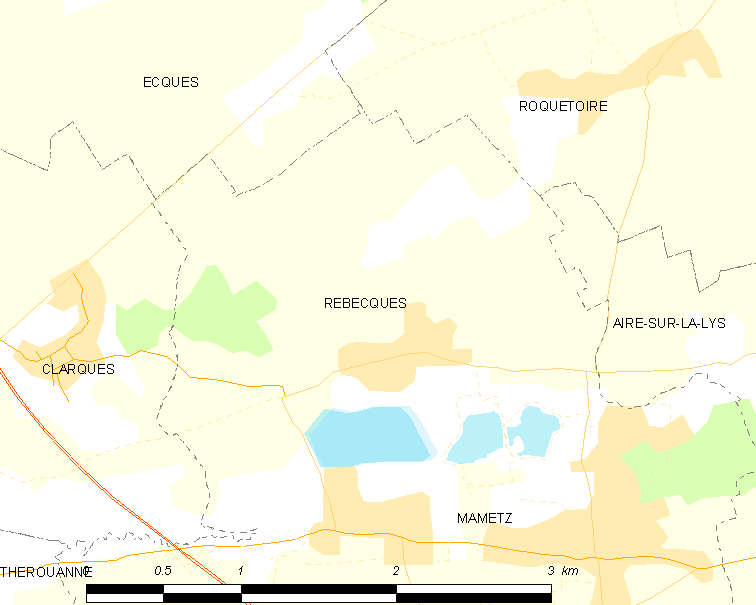
勒贝克的OSM定位图

## 行政
勒贝克的邮政编码为62120、62129，INSEE市镇编码为62691。

## 政治
勒贝克所属的省级选区为弗吕日县。

## 人口

1962-2008年间勒贝克人口变化图示

勒贝克于2018年1月1日时的人口数量为494人。